# Homegrown 2007
Homegrown 2007 is een vezamelalbum met diverse Nederlandse artiesten en groepen die zich bezighouden met het maken van Hiphop en R&B. Het verzamelalbum is een initiatief van State Magazine en Top Notch. Op de CD staan nummers uit 2007 van zowel nieuw talent als gevestigde namen. Deze cd heeft landelijk in diverse platenzaken gelegen.

## Track listing
1. Jiggy Djé - Check 1-2
2. The Opposites, Dio en Willie Wartaal - Dom, Lomp & Famous
3. Fata Morgana (rapper) - Bet Moev
4. Sticks & Delic - Gisteren/Vandaag
5. Pete Philly & Perquisite - Time Flies
6. Typhoon - Brand Los
7. La Melodia - Time
8. Appa & Sjaak - Ik heb Schijt
9. Keynote Speakerz (Master Surreal & Skiggy Rapz) - Don't Stop
10. GMB - Meanwhile
11. Blocnotes - Geen Interesse
12. Winne - Proost
13. Diggy Dex - Vier Woorden
14. Duvelduvel - Leven
15. Flinke Namen - Lichaamstaal
16. Stropstrikkers - Bedek je Nek
17. C-mon & Kypski & Pete Philly - Make My Day
18. Jimmy G, Tim & Dennis T- Binnen
19. Last Crewsaders - This is me E
20. Kiddo-Cee & Wen Regal - Vieze Meid